# Strathroy-Caradoc
Strathroy-Caradoc – gmina (ang. township) w Kanadzie, w prowincji Ontario, w hrabstwie Middlesex.
Powierzchnia Strathroy-Caradoc to 273,61 km².
Według danych spisu powszechnego z roku 2001 Strathroy-Caradoc liczy 19 114 mieszkańców (69,86 os./km²).